# Jacob Børresen

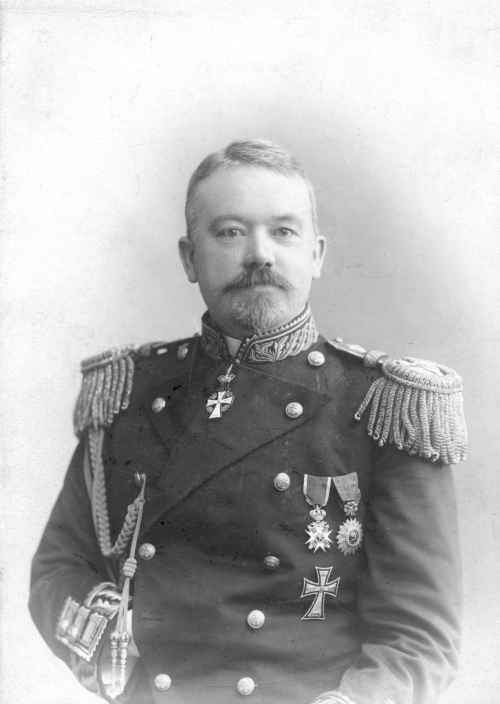
Urban Jacob Rasmus Børresen.

Urban Jacob Rasmus Børresen, född 2 juni 1857 och död 18 januari 1943, var en norsk militär och industriman.
Børresen blev officer i marinen 1879, var lärare vid sjökrigsskolan 1889-1893, samt blev konteramiral och chef för marinstaben 1899. Børresen kom åren före och under unionskrisen 1905 i ett spänt förhållande till sina överordnade och avgick ur aktiv tjänst 1910. Han intresserade sig därefter i ett flertal industriella företag och övergick 1917 helt till civil verksamhet. Under sin militärtid var han ledamot av flera kommittéer och därutöver även en flitig författare. Bland hans arbeten kan nämnas Tordenskjold (1901) och Den russisk-japanske krig (3 band, 1905).